# Martuba
Martuba (em árabe: مرتوبة; romaniz.: Martubah) é uma localidade na Líbia, no distrito de Derna. Segundo censo de 2012, havia 2 455 residentes.

## História
Em 2013, 2 italianos foram sequestrados nas imediações de Martuba por ex-lealistas do regime de Muamar Gadafi, derrubado em 2011. Segundo agências de notícia, foram forçados a embarcar em seu carro indivíduos encapuzados que os abordaram e seguiram viagem até Derna, onde foram retirados do carro.